# Niedertaufkirchen
Niedertaufkirchen er en kommune i Landkreis Mühldorf am Inn i den østlige del af regierungsbezirk Oberbayern i den tyske delstat Bayern. Den er en del af Verwaltungsgemeinschaft Rohrbach.

## Geografi
Niedertaufkirchen ligger i Region Südostoberbayern.
Ud over Niedertaufkirchen, ligger i kommunen landsbyen Roßbach.